# Antennarius randalli
Antennarius randalli es un pez que pertenece a la familia Antennariidae. Posee aletas pectorales muy desarrolladas, que utiliza para estabilizarce. Los colores van del negro al blanco y amarillo al marrón. A diferencia de otros peces rana, tiene pequeñas manchas blancas en su cuerpo. A menudo se esconde debajo de las piedras o entre algas para emboscar a su presa.
Esta especie fue reconocida por primera vez en 1970, por Gerald Robert Allen.

### Lectura recomendada
- Pietsch, T.W. and D.B. Grobecker (1987) Frogfishes of the world. Systematics, zoogeography, and behavioral ecology., Stanford University Press, Stanford, California. 420 p.
- Jump up ↑ Myers, R.F. (1991) Micronesian reef fishes., Second Ed. Coral Graphics, Barrigada, Guam. 298 p.